# Principele moștenitor al României
Principele moștenitor al României (alternativ prinț moștenitor, uneori principe de coroană) a fost titlul purtat în Regatul României de succesorul la tron. Statutul de principe moștenitor presupunea o sumă de îndatoriri protocolare, cât și dreptul la o listă civilă. Articolele 83 și 84 din Constituția din 1866 reglementau succesiunea la tron, care se făcea din bărbat în bărbat, femeile și urmașii lor fiind excluși în perpetuitate (vezi legea salică). 
Calificativul asociat acestui titlul era „Alteța Sa Regală” (prescurtat ASR).

## Principele Ferdinand (1889-1914)
Primul principe moștenitor a fost Ferdinand din casa Hohenzollern-Sigmaringen. El a dobândit calitatea de moștenitor al tronului întrucât primul rege al României (Carol de Hohenzollern-Sigmaringen) nu a avut decât o fată care a murit la vârsta de patru ani, iar constituția din 1866 prevedea că la tron urmează membrii masculini ai familiei HS. Întrucât tatăl lui Ferdinand și fratele său mai mare au refuzat succesiunea, Ferdinand a devenit urmașul tronului, mutându-se în 1889 în România. 
Prin Legea pentru dotațiunea Principeluǐ Moștenitor din 31 decembrie 1892, lui Ferdinand i s-a stabilit o dotație anuală de 300.000 de lei.

## Principele Carol (1914-1925)
Principele Carol s-a născut în 1893, din mariajul principelui moștenitor Ferdinand cu principesa Maria. Odată cu accederea la tron a lui Ferdinand, primul său născut a devenit principele moștenitor. Principele Carol a urmat familia regală la Iași, în timpul refugiului în Moldova a statului român, în timpul celui de-al Doilea Război Mondial. Biograful lui Carol, Paul Quinlan, susține că principele Carol a fost ținut la depărtare de probleme politice și nu a primit o instrucție datorită situației complexe din timpul războiului și fricii reginei Maria că acest lucru i-ar fi putut complica/periclita poziția de putere în raporturile ei cu Ferdinand. În schimb, Carol a atras oprobriul familiei și al clasei politice când a dezertat din armată pentru a se căsători pe teritoriu inamic (la Odessa) cu Ioana Lambrino. Îndelunga criză și-a găsit un sfârșit prin

## Principele Mihai (1926-1927 și 1930-1940)
Principele Mihai a fost ultimul principe moștenitor în timpul existenței monarhiei în România. Născut în 25 octombrie 1921 ca fiu legitim al principelui moștenitor Carol al României și al soției acestuia, principesa moștenitoare Elena, Mihai a devenit principe moștenitor prin actul de la 4 ianuarie 1926, în timpul domniei bunicului său, regele Ferdinand, întrucât Carol a refuzat să se întoarcă din străinătate, renunțând la succesiunea tronului. La decesul lui Ferdinand, Mihai a devenit rege pentru scurt timp, întrucât avea a fi detronat în 8 iunie 1930 de tatăl său.
Astfel între 8 iunie 1930 și 6 septembrie 1940, Mihai s-a întors din nou la statutul de principe moștenitor, primind în 8 iunie 1930 titlul inventat ad-hoc de Mare Voievod de Alba Iulia.

## Principesa Margareta (1997-2017)
După abdicarea forțată a Regelui Mihai în 1947, România a devenit, printr-o procedură neconstituțională, republică - formă de guvernământ păstrată și după 1989, prin Constituția adoptată în 1991. În exil, Regele Mihai și soția sa Ana au avut cinci fiice. După ce guvernul Victor Ciorbea recunoscut faptul că Regele este (și a fost, din 1947) cetățean român (desființând decretul abuziv dat sub Gheorghiu-Dej), acesta a putut să se întoarcă în România, în 1997, iar activitatea publică a Familiei Regale a sporit în intensitate, putându-se desfășura în condiții mai apropiate de normalitate. 
Principesa Margareta s-a născut la Lausanne, în Elveția, pe 26 martie 1949. Astfel, din anul 1997, Margareta a fost numită oficial Principesă Moștenitoare. Prin actul din 2007, numit Normele Fundamentale ale Familiei Regale a României, Regele cerea ca în cazul revizuirii formei de guvernământ, Parlamentul să ia în considerare abolirea legii salice de succesiune. Conform succesiunii după principiul primogeniturii cognatice cu preferință masculină, el dorea ca fiica sa cea mare, Margareta, să primească la moartea lui „titlul și apelativul de Regină”, pe cel de „Custode al Coroanei”, precum și funcția de șef al Familiei Regale (v. art. I, par. 2 din „Norme”).

## Principesa Elena (2017-prezent)
Principesa Elena a României, cea de-a doua fiică a Regelui Mihai I și a Reginei Ana, s-a născut pe 15 noiembrie 1950, la Lausanne. În 1998, Principesa Elena s-a căsătorit cu Alexander Philips Nixon, iar din căsătoria anterioară cu Robin Medforth-Mills are doi copii, Nicolae și Elisabeta-Karina. Majestatea Sa Margareta, Custodele Coroanei și Principele Radu nu au moștenitori direcți, astfel Principesa Elena este actuala moștenitoare a Tronului României și a Șefia Casei Regale.